# Palestinas damlandslag i fotboll
Palestinas damlandslag i fotboll representerar Palestina i fotboll på damsidan. 
Förbundet bildades 1928 och är medlem av AFC och FIFA.Damfotboll blev medlem 2008. Den engelska förkortningen är PLE.

## Första hemmamatchen
26 oktober 2009 i Al Ram på Faisal al Husseini fotbollsstadion spelade man sin historiska första hemmamatch, 2–2 mot Jordanien. 10 000 kvinnor såg matchen, vilket visar att sporten är populär i mellanöstern. När lagen möttes i VM-kvalet på neutral plan kom 16 000 åskådare för att se derbyt. CNN jämförde det med ett annat hett derby i damfotbollen, USA - Kanada som vid senaste mötet hade en publik på 8 433..

## Asiatiska mästerskapet 2010
Asiatiska mästerskapet var också kval till VM 2011.
Kvalgruppen spelades i Kuala Lumpur 25 april - 1 maj 2009 och var förkval till kvalet.
Palestinas resultat:
- Palestina - Maldiverna 4–0
- Palestina - Kirgizistan 1–4
- Palestina - Uzbekistan 0–5
- Palestina - Jordanien 0–5

| Lag         | Poäng | Matcher | vunna | Lika | Förlorade | gjorda mål | insläppta mål | målskilland |
| ----------- | ----- | ------- | ----- | ---- | --------- | ---------- | ------------- | ----------- |
| Jordanien   | 10    | 4       | 3     | 1    | 0         | 23         | 3             | +20         |
| Uzbekistan  | 10    | 4       | 3     | 1    | 0         | 14         | 2             | +12         |
| Kirgizistan | 6     | 4       | 2     | 0    | 2         | 7          | 10            | −3          |
| Palestina   | 3     | 4       | 1     | 0    | 3         | 5          | 14            | −9          |
| Maldiverna  | 0     | 4       | 0     | 0    | 4         | 0          | 20            | −20         |